# 9 Batalion Strzelców Celnych
9 Batalion Strzelców Celnych Podlaskich – ochotnicza polska formacja wojskowa powołana w czasie powstania listopadowego.

## Historia batalionu
Batalion został utworzony w styczniu 1831 w Siedlcach. 
Formowanie oddziału rozpoczęło się w grudniu 1830 gdy Michał Kuszell na własną rękę rozpoczął zbieranie ochotników. W organizacji pomagali mu: kierownik wydziału wojska i policji w Siedlcach Sylwester Gołębiowski oraz przybyły w te strony dowódca dywizji ułanów polskich gen. Jan Weyssenhoff. Michał Kuszell został mianowany dowódcą tego oddziału w stopniu podpułkownika. 
Uzbrojenie oddziału ppłk Michała Kuszella, nazwanego podlaskimi strzelcami celnymi, początkowo było słabe i różnorodne. Głównie składało się z broni myśliwskiej. W założeniach przeznaczeniem oddziału miała być walka partyzancka, zwłaszcza w rejonie Włodawy i obrona przejść na rzekach. W praktyce jednak oddział ten był często przyłączany do głównych zgrupowań wojsk powstańczych, toczących swoje bitwy z wojskami rosyjskimi. 
Po przebyciu długiego szlaku bojowego ostatecznie 28 września 1831 batalion ten przekroczył granicę austriacką w zachodniej Galicji gdzie został rozbrojony.

## Dowódca
- ppłk Michał Kuszell[2].

## Bitwy i potyczki
- Kałuszyn (17 lutego 1831)[2].
- Wawer (19 lutego 1831),
- Grochów (20 i 25 lutego 1831),
- Wola Wodyńska (21 kwietnia 1831),
- Skurzec (10 maja 1831),
- Jakać (17 maja 1831),
- Kleczkowo (18 maja 1831),
- Rudki (20 maja 1831),
- Drohiczyn (22 lipca 1831),
- Siemiatycze (23 lipca 1831),
- Leśna (27 lipca 1831),
- Wola Pawłowska (3 sierpnia 1831),
- Zakrzów (11 sierpnia 1831),
- Odrowąż (14 sierpnia 1831),
- Molochów (15 sierpnia 1831),
- Skaryszów (22 sierpnia 1831),
- Chotcza Górna (10 września 1831),
- Wola Siennicka (11 września 1831).

Otrzymał 1 Krzyż Kawalerski, 8 złotych i 9 srebrnych.